# Jadłodajnia

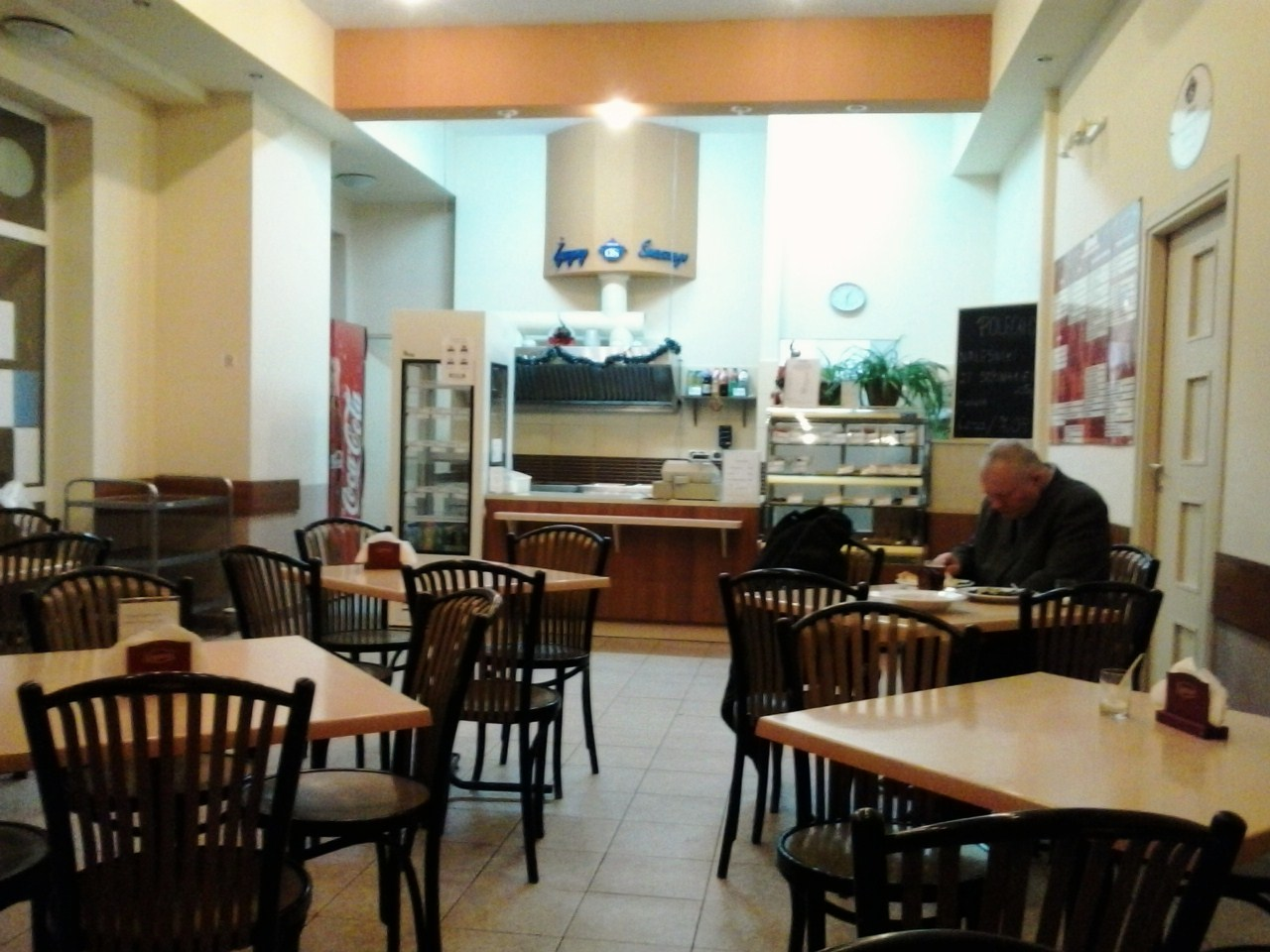
Bar mleczny Kalinka w Poznaniu jako przykład taniej jadłodajni

Jadłodajnia – lokal gastronomiczny (stacjonarny lub ruchomy), w którym można zjeść posiłek, najczęściej taniej i szybciej niż w restauracji, przy czym wybór potraw jest bardziej ograniczony.

## Charakterystyka
Jadłodajnia, podobnie jak bar, jest placówką prowadzącą działalność o charakterze zbliżonym do restauracji, z tym że oferuje ograniczony asortyment potraw i towarów popularnych.
Witold Doroszewski, jako jadłodajnię definiował w dawnej polszczyźnie karczmę lub dom zajezdny. Niektóre jadłodajnie bywają obecnie zaliczane do placówek zajmujących się osobami bezdomnymi – w takim przypadku są to miejsca wydawania gorących, darmowych posiłków dla takich osób lub świadczącymi usługi gastronomiczne dla osób starszych, także poprzez własne sieci dystrybucyjne, z dowozem do domów, w ramach systemu pomocy społecznej. Część jadłodajni służyć może wąskiej lub wybranej grupie konsumentów, np. studentom jako jadłodajnie studenckie. Jadłodajnie mogą być dofinansowywane przez różne instytucje, a także mogą wydawać darmowe posiłki potrzebującym.